# Belltown (Illinois)
Belltown es un área no incorporada ubicada en el condado de Greene en el estado estadounidense de Illinois.

## Geografía
Belltown se encuentra ubicada en las coordenadas 39°23′1″N 90°24′31″O / 39.38361, -90.40861.